# Канелаш (Вила-Нова-де-Гайа)
Канелаш (порт. Canelas) — населённый пункт и район в Португалии, входит в округ Порту. Является составной частью муниципалитета Вила-Нова-де-Гайа. Находится в составе крупной городской агломерации Большой Порту. По старому административному делению входил в провинцию Дору-Литорал. Входит в экономико-статистический субрегион Большой Порту, который входит в Северный регион. Население составляет 12 303 человека на 2001 год. Занимает площадь 7,47 км².